# Steinbrech-Felsennelke
Die Steinbrech-Felsennelke (Petrorhagia saxifraga) ist eine in Europa und Vorderasien verbreitete Art aus der Gattung der Felsennelken (Petrorhagia) innerhalb der Familie der Nelkengewächse (Caryophyllaceae).

## Beschreibung

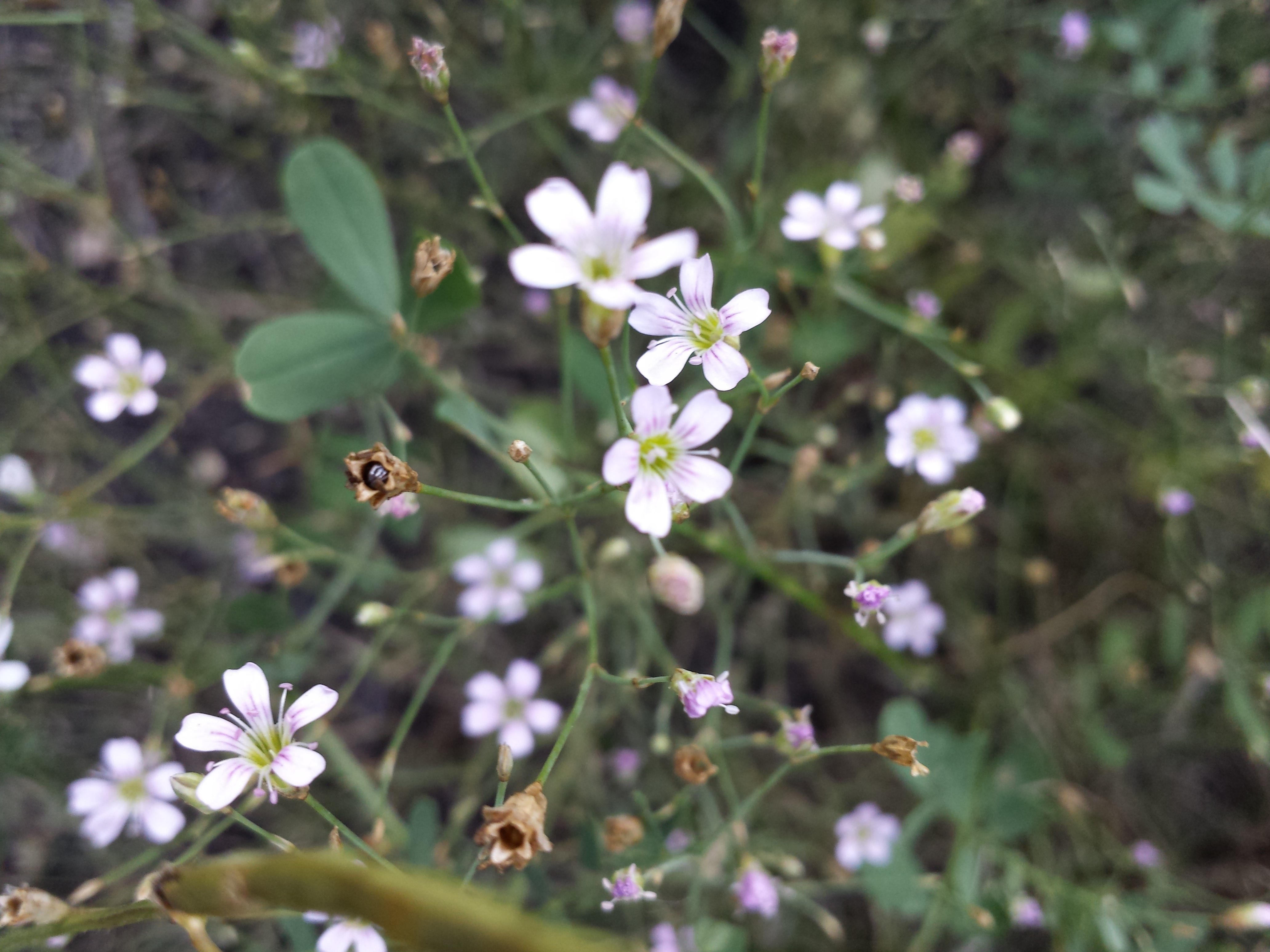
Blütenstand

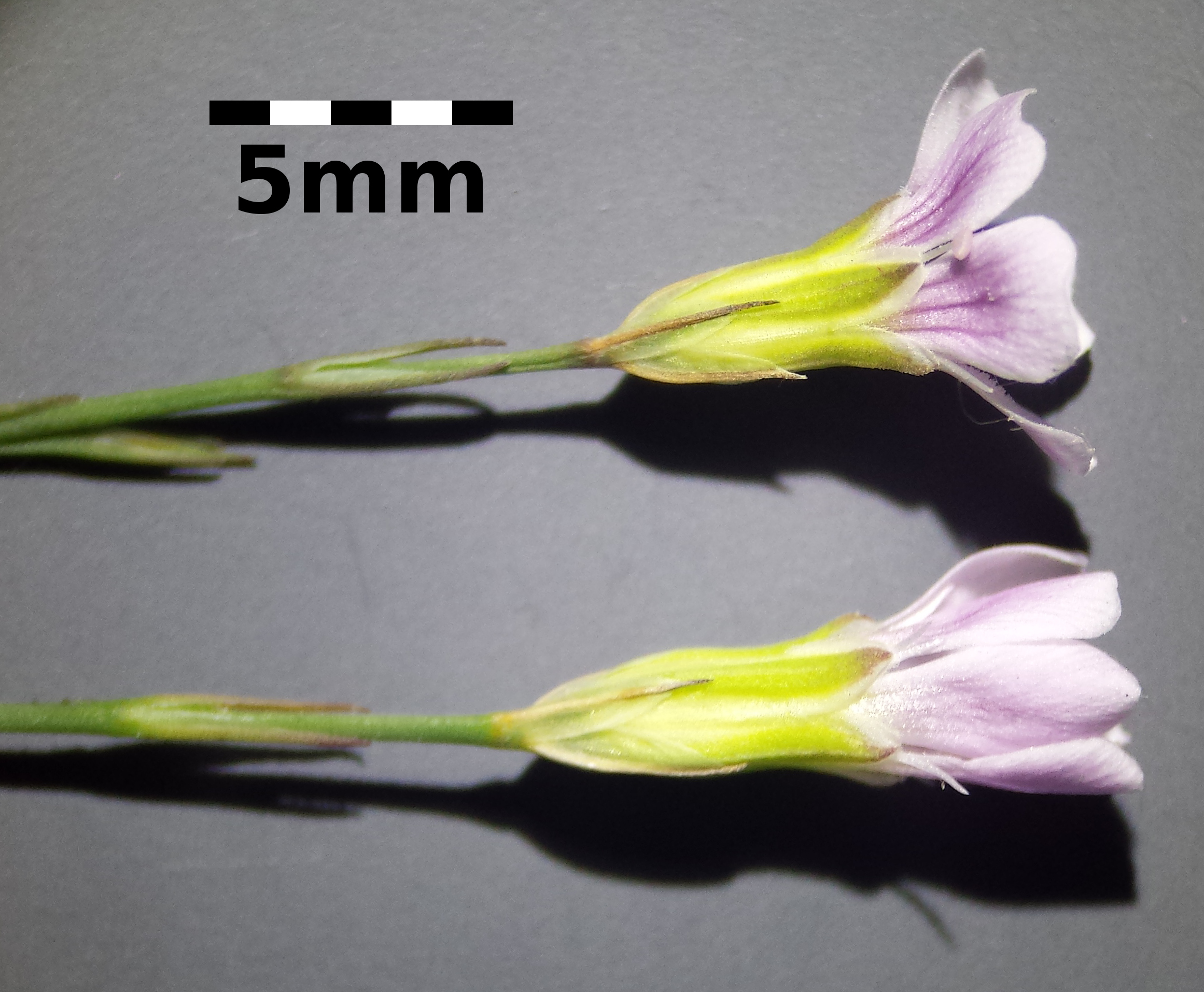
Blüten: erkennbar sind die Kronblätter mit drei dunklen Adern, die an den weißlichen Streifen zusammengewachsenen Kelchblätter sowie die schuppenförmigen Außenkelchblätter.

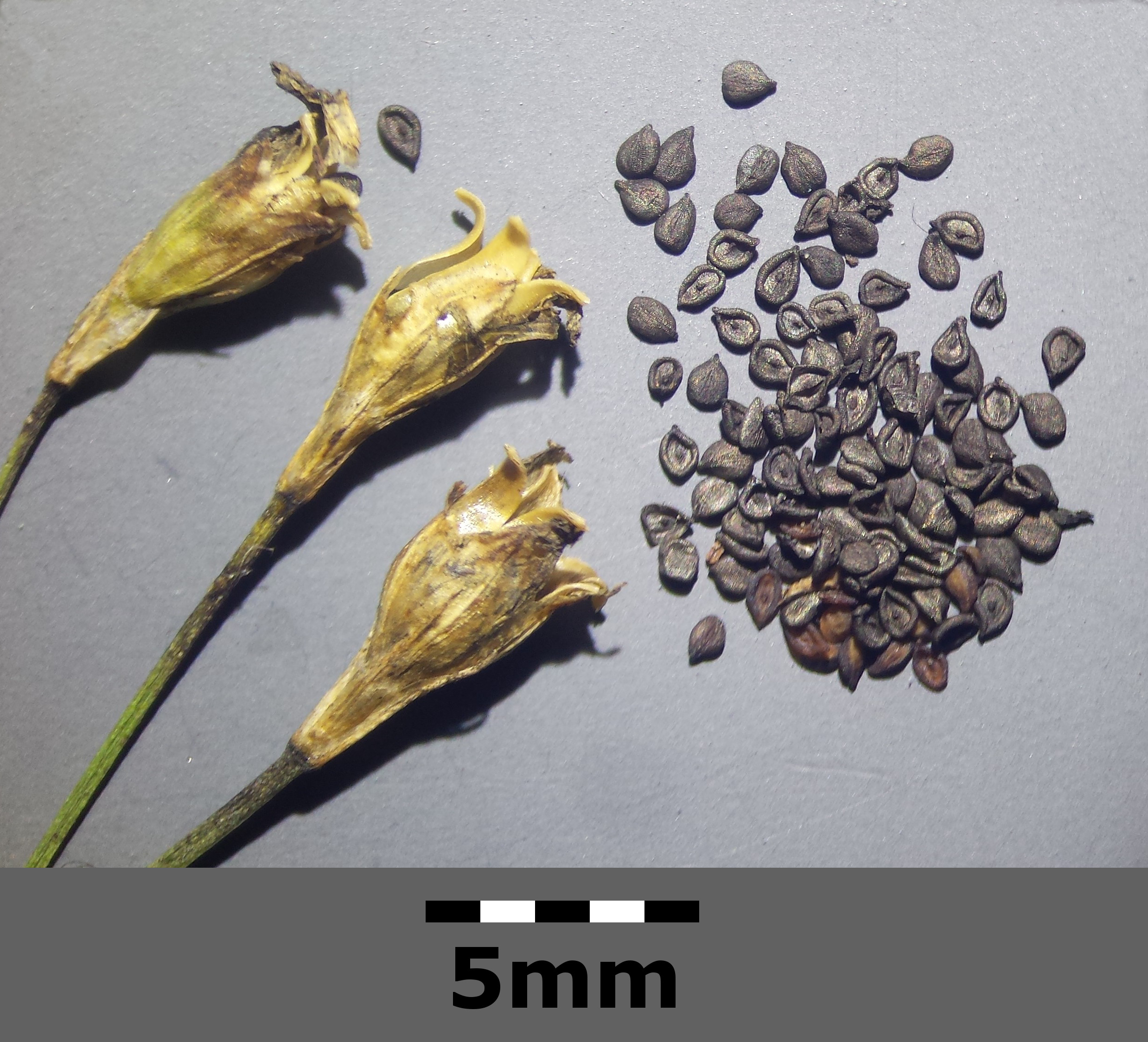
Kapseln mit Samen

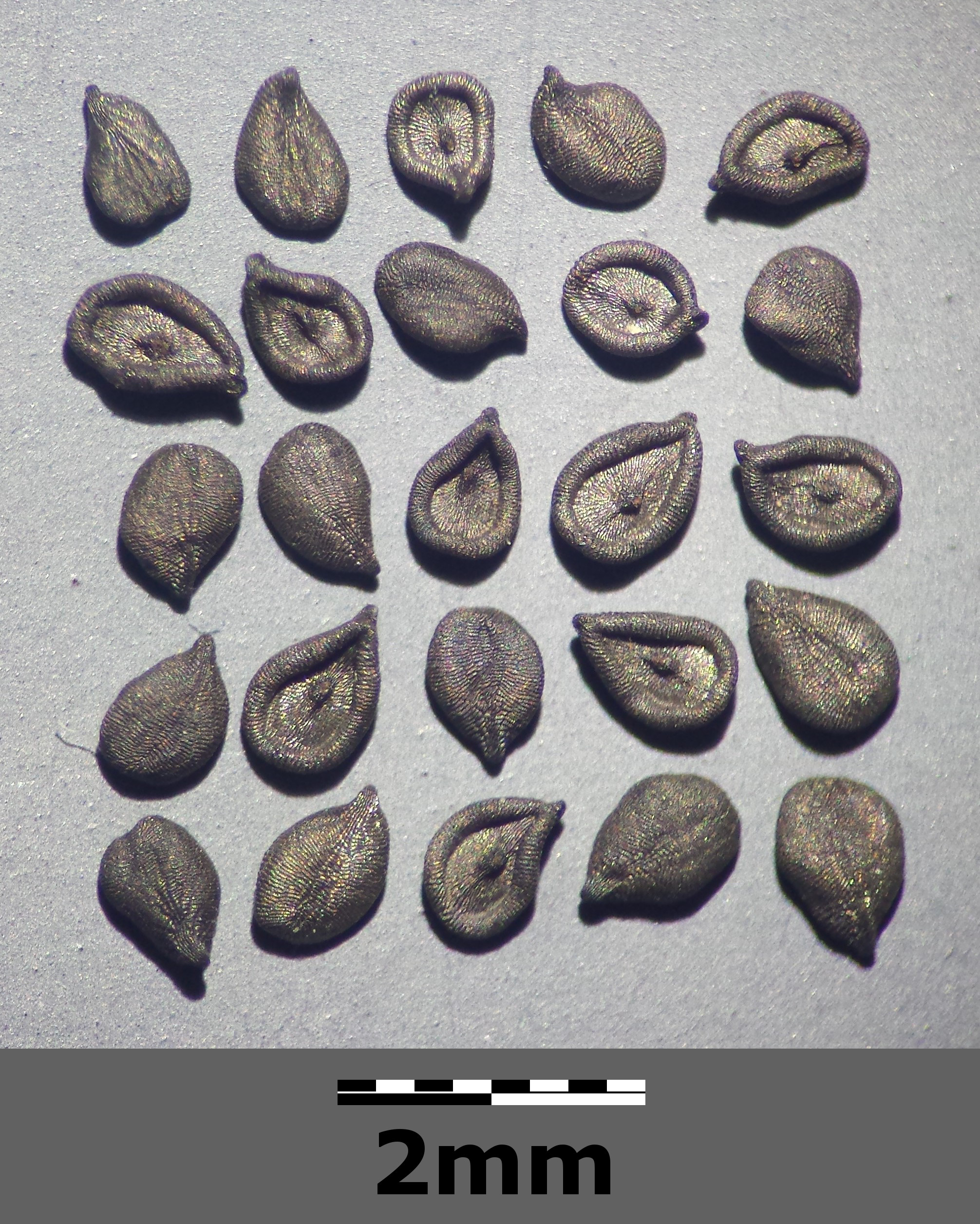
Samen

Die Steinbrech-Felsennelke ist eine überwinternd grüne, ausdauernde krautige Pflanze und erreicht Wuchshöhen von 10 bis 30 Zentimetern. Sie wächst dichtrasig mit niederliegenden bis aufsteigenden, reich verzweigten Stängeln. Die Laubblätter sind gegenständig am Stängel angeordnet. Die Blattspreite ist bei einer Länge von bis zu 1 Zentimeter schmal-linealisch.
Die Blütezeit reicht von Juni bis Oktober. Die Blüten stehen in rispigen Blütenständen zusammen. Je Blüte sind vier Außenkelchschuppen vorhanden. Eine Hochblatthülle fehlt. Die zwittrigen Blüten sind radiärsymmetrisch und fünfzählig mit doppelter Blütenhülle. Die fünf Kelchblätter sind 4 bis 6 Millimeter lang und glockenförmig verwachsen. Die fünf Kronblätter sind 5 bis 10 Millimeter lang, rosafarben oder weißlich, dunkler gestreift und seicht ausgerandet. Es sind zehn Staubblätter vorhanden. Es sind zwei Griffel vorhanden.
Die Kapselfrucht ist vierzähnig und 5 bis 6 Millimeter lang.
Die Chromosomenzahl beträgt 2n = 60.

## Ökologie
Die Steinbrech-Felsennelke ist ein Chamaephyt.
Die verhältnismäßig kleinen Blüten bringen reichlich Nektar hervor. Sie werden vor allem von Fliegen und kleinen Bienen, gelegentlich auch von Schmetterlingen besucht.

## Vorkommen
Das Verbreitungsgebiet der Steinbrech-Felsennelke erstreckt sich von Südeuropa bis Mitteleuropa, Osteuropa und Vorderasien. Ihre Hauptverbreitung liegt im Mittelmeergebiet und in Vorderasien. In Nordamerika ist sie ein Neophyt. In Europa hat sie ursprüngliche Vorkommen in Portugal, Spanien, Frankreich, Deutschland, Schweiz, Italien, Österreich, Tschechien, Slowakei, Ungarn, Slowenien, Kroatien, Serbien, Rumänien, Moldau, Montenegro, Albanien, Nordmazedonien, Albanien, Griechenland, Bulgarien und in der Türkei.
Sie besiedelt in Mitteleuropa im Fränkischen und Schweizer Jura, vereinzelt in den Nördlichen Kalkalpen sowie in den zentral- und südalpinen Tälern an Orten mit besonders mildem Klima Trockenwiesen und lückige Rasen auf Felsschutthalden. Im Jura findet man sie sehr selten, in den Alpen selten. In Niederösterreich und im Burgenland tritt sie zerstreut auf.
Die Steinbrech-Felsennelke braucht kalkreiche oder doch kalkhaltige, sehr lockere Böden, die sandig oder steinig sein können, feinerdearm sein dürfen und trocken-warm sein müssen. Sie bevorzugt Höhenlagen zwischen 50 und 1500 Meter. In Graubünden und im Kanton Wallis erreicht die Art 1650 Meter Meereshöhe. Sie gedeiht in Gesellschaften der Ordnung Sedo-Scleranthetalia, kommt aber auch in lückigen Gesellschaften der Klasse Festuco-Brometea vor.
Die ökologischen Zeigerwerte nach Landolt & al. 2010 sind in der Schweiz: Feuchtezahl F = 1+ (trocken), Lichtzahl L = 4 (hell), Reaktionszahl R = 4 (neutral bis basisch), Temperaturzahl T = 4+ (warm-kollin), Nährstoffzahl N = 2 (nährstoffarm), Kontinentalitätszahl K = 4 (subkontinental).

## Taxonomie
Die Erstveröffentlichung erfolgte 1753 durch Carl von Linné unter dem Namen (Basionym) Dianthus saxifragus in Species Plantarum Band 1, Seite 413. Die Neukombination zu Petrorhagia saxifraga (L.) Link wurde 1831 durch Heinrich Friedrich Link in Handbuch zur Erkennung der nutzbarsten und am häufigsten vorkommenden Gewächse Band w, Seite 235 veröffentlicht. Ein Synonym für Petrorhagia saxifraga (L.) Link ist Tunica saxifraga (L.) Scopoli und Dianthus saxifragus L. Das Artepitheton saxifraga bedeutet „felsbrechend“.

## Nutzung
Die Steinbrech-Felsennelke wird auch als Zierpflanze gehalten. Sie hat sich dadurch an manchen Orten eingebürgert. An Sorten werden bei Zander genannt: 'Alba Plena' und 'Rosette'.